# Cisitalia-Abarth 204A Motto Spider
De Cisitalia-Abarth 204A Motto Spider is een automodel van Cisitalia en tevens het eerste automodel van het automerk Abarth. Tussen 1949 en 1950 werden er in totaal vijf exemplaren gebouwd.
In 1947 kreeg Carlo Abarth toestemming van Piero Dusio, eigenaar van Cisitalia, en Porsche om een op een Porsche gebaseerde raceauto bij Cisitalia te ontwerpen.  De Cisitalia 204A werd in mei 1948 aan het publiek getoond en het was de eerste Cisitalia met invloeden van Porsche. De auto had een stalen chassis en een aluminium carrosserie, die grotendeels door aerodynamicus Giovanni Savonuzzi was ontworpen. De chassis was lichter dan de chassis van oudere modellen van Cisitalia en ook lag de neus van de auto vergeleken met andere modellen van Cisitalia lager. Dat laatste kwam doordat de neus geïnspireerd was op die van Porsches. De carrosserie van de auto werd geproduceerd door Rocco Motto. De 204A beschikte over een motor met een inhoud van 1089 cc, die van Fiat afkomstig was. Ook de versnellingsbak was afkomstig van Fiat. De Cisitalia 204A deed mee aan races, waaronder de "Giorgio and Alberto Nuvolari Cup" in juni 1948. Daar behaalde de 204A zowel de eerste als de tweede plaats met Adolfo Macchieraldo en Felice Bonetto achter het stuur.
Cisitalia kwam echter in financiële problemen terecht en Dusio, die geld aan Abarth was verschuldigd, vertrok naar Argentinië. Carlo Abarth richtte toen in 1949 het automerk Abarth op en dat bedrijf nam de restanten van Cisitalia over. Abarth nam daarmee ook twee volledige Cisitalia 204A's en nog één oncomplete 204A over. Abarth zette de productie van de Cisitalia 204A voort onder de naam Cisitalia-Abarth 204A Motto Spider. Abarth richtte ook een raceteam op die ook met de 204A's ging meedeed aan races. Achter het stuur in die races bevonden zich onder andere Piero Taruffi en Guido Scagliarini. In 1950 deed Abarth mee aan de "Palermo-Monte Pellegrino hill climb" met een 204A met Tazio Nuvolari achter het stuur, die tijdens de race de laatste zege van carrière behaalde.